# Villarmiel
Villarmiel (llamada oficialmente San Lourenzo de Vilarmel) es una parroquia y una aldea española del municipio de Quiroga, en la provincia de Lugo, Galicia.

## Otras denominaciones
La parroquia también es conocida por el nombre de San Lourenzo de Vilarmer.

## Organización territorial
La parroquia está formada por tres entidades de población:

### Entidades de población
Entidades de población que forman parte de la parroquia:
- Paradapiñol
- Vilarmel

### Despoblado
Despoblado que forma parte de la parroquia:
- Rugando

## Demografía

### Parroquia
| Gráfica de evolución demográfica de Villarmiel (parroquia) entre 2000 y 2020 |
|                                                                              |
| Datos según el nomenclátor publicado por el INE.                             |

### Aldea
| Gráfica de evolución demográfica de Vilarmel (aldea) entre 2000 y 2020 |
|                                                                        |
| Datos según el nomenclátor publicado por el INE.                       |